# Cosmopterix chlorochalca
Cosmopterix chlorochalca là một loài bướm đêm thuộc họ Cosmopterigidae. Loài này có ở Úc.